# Кандавуская веерохвостка

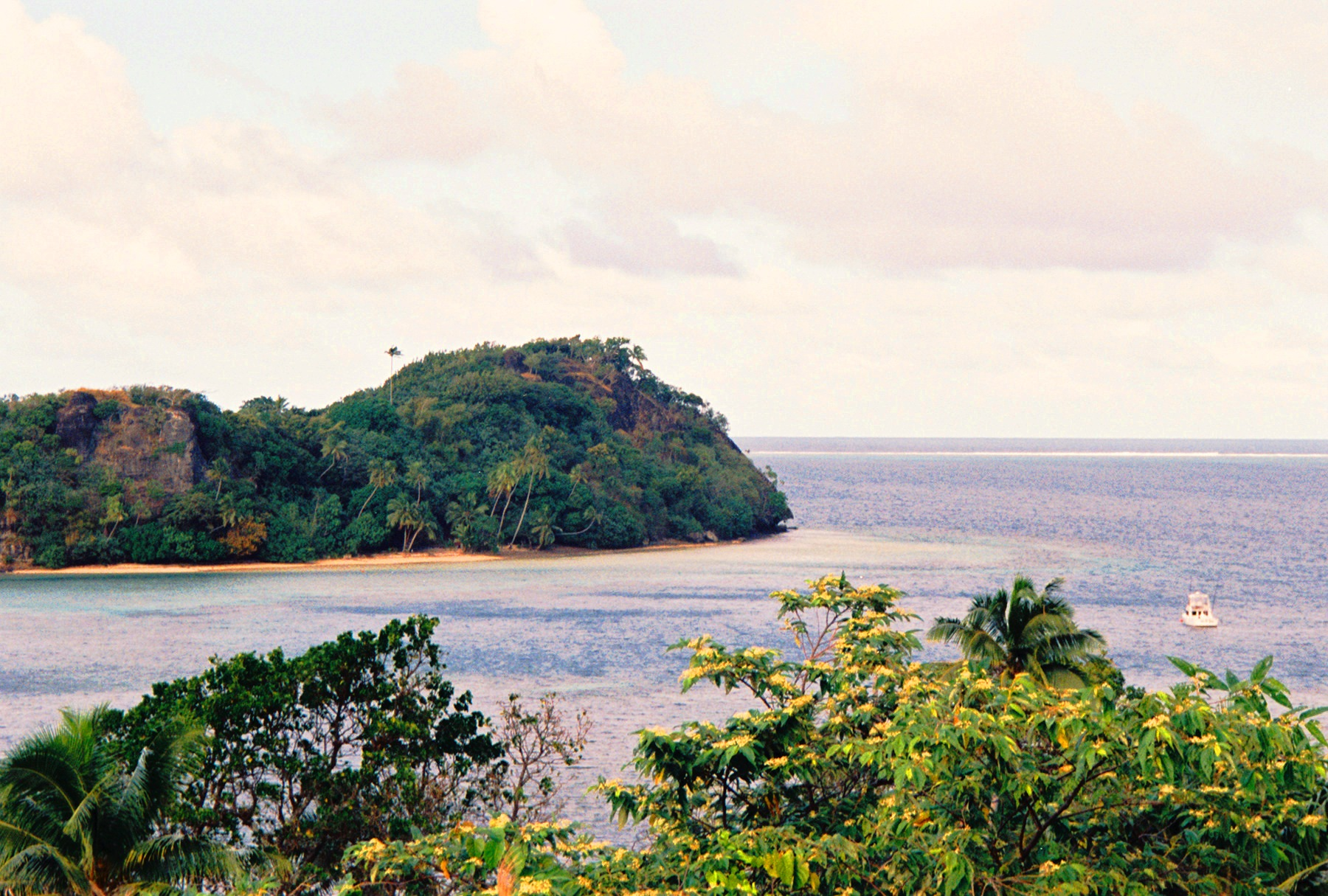
Птица встречается на острове Кандаву, где тропический лес относительно хорошо сохранился на всем пути к морю.

Кандавуская веерохвостка (лат. Rhipidura personata) — эндемичный вид птиц из семейства веерохвосток (Rhipiduridae).
Вид наиболее близкородственен пятнистой веерохвостке (Rhipidura spilodera), обитающей на остальных островах Фиджи.

Вместе с близкородственными тёмной веерохвосткой (R. tenebrosa), веерохвосткой Реннелла (лат. R. rennelliana), R. verreauxi, R. drownei и R. nebulosa образует комплекс видов.
Кандавуская веерохвостка — небольшая птица размером около 15 см. Голова — тёмная землянисто-коричневого цвета с типичными для веерохвосток заметным рисунком: белыми контрастными отметинами вокруг глаз. Горло — белое, окаймлено чёрной полосой, отделяющей его от остальной кремово-желтой нижней части тела. Спина и крылья темно-коричневые, длинный хвост — черный с белым кончиком.
Встречается только в лесах островов Кандаву и Оно, являющихся частью архипелага Кандаву, который административно относится к одноимённой провинции Фиджи.
Предпочитает низинную местность, ареал ограничен небольшой площадью (≈225 км²) влажных тропических лесов.
Как и другие веерохвостки — Насекомоядная птица. Обычно кормится в нижнем ярусе растительности или в нижней части полога, совершая короткие вылазки за летающими насекомыми или выбирая их в листве.. Иногда при кормлении присоединяется к смешанным стаям с пятнистыми личинкоедами-свистунами (Lalage maculosa), короткокрылыми камышовками Horornis ruficapilla, Zosterops lateralis. Сезон размножения — октябрь и ноябрь.
Основная популяция кандавуской веерохвостки расположена на острове Кандаву, на субпопуляцию острова Оно приходится лишь 5 % от общего количества особей, которое оценивается в диапазоне от 2,5 до 10 тысяч. Является охраняемым видом, но несмотря на это происходит постепенное уменьшение популяции из-за лесных пожаров.